# Martorelles
Martorelles és una vila i municipi català de la comarca del Vallès Oriental inclòs dins la mancomunitat de municipis de Galzeran.

## Geografia
- Llista de topònims de Martorelles (orografia: muntanyes, serres, collades, indrets…; hidrografia: rius, fonts...; edificis: cases, masies, esglésies, etc.).

Situat a la comarca del Vallès Oriental, entre les serralades Litoral i Prelitoral. Té una extensió de 3,61 km² i 4.882 habitants segons el Padró Municipal del 2013. Els termes municipals que l'envolten són: Montornès del Vallès, Santa Maria de Martorelles, Sant Fost de Campsentelles i Mollet del Vallès.

## Història
El primer document escrit que fa referència a l'existència del poble data de l'any 1015. Es tracta de l'acta de consagració de l'església de Martorelles.

## El nom
Tot i que al llarg dels anys han existit diverses teories per explicar els orígens del topònim del poble, la hipòtesi més acceptada el vincula a l'arbust de la murtra, una espècie molt abundant a la zona i a tota l'àrea de la Mediterrània.
Existeixen diverses teories sobre l'origen del nom. Una d'elles relaciona la denominació de Martorelles amb l'abundància de martes als Països Catalans, un petit mamífer de la família dels mustèlids. D'aquí ve el paral·lelisme del lexema del municipi amb el nom dels animals, marto/marta. En l'actualitat, aquesta teoria podria ser considerada com a part de les creences populars. Una altra hipòtesi de caràcter més científic i més recent és la que vincula el topònim amb la paraula Martyretula, que en llatí vulgar vol dir "cementiris petits". Es creu que els cementiris als quals fa referència aquest mot serien les necròpolis ibèriques i el dolmen megalític que hi ha a la zona. De totes maneres, la teoria més acceptada per explicar l'arrel del nom de Martorelles és la que parla d'un arbust anomenat murtra, molt comú a tota la contrada. A més, a l'escut municipal apareix un ram d'aquesta espècie típicament mediterrània com a símbol central, fet que reforça aquesta explicació.

### El símbol de l'escut
Pel que fa a l'escut del poble, en un estudi encarregat per l'Ajuntament per tal d'aprovar un símbol en consonància amb el passat del municipi, el conseller heràldic de la Generalitat de Catalunya, Armand de Fluvià, va assegurar que el senyal propi, tradicional i característic de Martorelles és el ram de murtra. L'estudiós va basar la seva afirmació en l'ús, com a mínim des de 1838, de segells on apareixia la branca de murtra. Finalment, va concloure que l'escut d'armes de la vila havia de ser coronat d'argent, amb el ram de murtra al centre i una corona mural de la vila a la part superior. Històricament, només durant la dictadura franquista la murtra va deixar d'estar en el centre de l'escut.

## Edificis d'interès
- Masia de Carrencà
- Masia de Can Sunyer
- Can Lau
- Can Tomeu
- Església de Sant Joaquim

## Cartipàs de l'Ajuntament
- Marc Candela i Callado (ERC) Alcaldia - regidories d'Administració central, Espais públics, Eficiència energètica, Educació i infància.
- Joan Marc Flores i Riera (ERC) 1a Tinència d'Alcaldia - regidories d'Economia, Medi Ambient, Indústria i Treball.
- Anna Nogueres i Vallbona (ERC) 2a Tinència d'Alcaldia - regidories de Participació, Gent gran, Salut i Turisme.
- Roger Parera i Roca (ERC) 3a Tinència d'Alcaldia - regidories de Participació, Convivència i Seguretat, Comerç, Comunicació, Tecnologies i innovació, i Mobilitat.
- Mònica Garcia i Gené (ERC) Regidories de Cultura i Benestar i família.
- Mireia Astivill i Casamayor (ERC) Regidories d'Igualtat, Joventut i Cooperació.
- Gerard Del Caño i Grañé (ERC) Regidories Urbanisme, Esports i Mobilitat.

## Parc de Can Sunyer
La Masia de Can Sunyer, com a edificació destacada, presideix l'espai i dona nom al barri a on s'emplaça.
La centralitat i el conjunt d'instal·lacions que es troben en el radi d'influència del parc com són les Piscines Municipals, el Club de Petanca, el Casal d'Avis de Can Sunyer, l'Escola pública Les Pruneres, el Centre de suport a la llar, l'Escola Bressol Els Cirerers i el nou Centre Cívic Cal Safareig li confereixen un ampli i potent conjunt de dinàmiques que li comporten una multifuncionalitat més enllà dels d'un espai enjardinat comú. És, doncs, un ric nus d'interrelacions tant pel barri com per la resta de la vila.
La configuració de l'espai a on estan ubicats tant el parc com els altres serveis municipals és una zona de prioritat exclusiva pels vianants. El disseny de la zona es defineix en dos àmbits: la zona de la rambla i la zona del parc. La primera connecta linealment els edificis municipals així com l'accés principal al parc. La segona conforma el recinte destinat a parc. En ell es troben àrees diferenciades: l'infantil amb gronxadors i sorral, la de pícnic amb taules, la de petanca amb un conjunt de pistes i la Plaça El·líptica.
L'espai contempla la funció que se li dona als espais creats amb l'elecció d'un tipus l'espècie arbòria. D'aquesta manera, per als sectors amb més activitat, hi ha una major densitat d'arbres presidits per Platanus x hispanica i aquelles que formen sectors delineats amb Celtis australis que es localitzen al sector per on transcorre el Torrent de Can Sunyer, curs d'aigua que neix al municipi veí de Santa Maria de Martorelles i desemboca al riu Besòs, el qual ressegueix i actua com a límit natural del parc, així com exemplars puntuals d'altres espècies.
D'aspecte escultòric, trobem el Monument a la pau a Bòsnia obra de l'escultor local Ricard Mira el qual fou inaugurat l'any 1996 per commemorar la pau a Bòsnia. Es troba realitzat amb acer corten sobre pedestal de formigó i mostra les mesures de 150 cm x 100 cm x 60 cm. Representa un colom amb una branca d'olivera sobre un canó destruït i simbolitza la pau que triomfa sobre la guerra.

## Espai de Carrencà
La zona de l'antiga Masia de Carrencà és l'altre nucli d'equipaments i serveis del poble, que acull espais per a entitats, oficines municipals i els mercats setmanals els dissabtes al matí. Conformat per la mateixa Masia, el Celler amb el pati i la sala polivalent, l'Era amb el Casal d'Avis del poble, la Capella de Sant Domènec i la Torre de l'Aigua. A la zona on hi havia les vinyes s'hi està construint el Centre Polivalent La Vinya, que tindrà una plaça al davant que es dirà plaça de l'Envelat (en record a l'Envelat que ha presidit l'espai durant dècades).

## Demografia
| 1497 f | 1515 f | 1553 f | 1717 | 1787 | 1857 | 1877 | 1887 | 1900 | 1910 |
| ------ | ------ | ------ | ---- | ---- | ---- | ---- | ---- | ---- | ---- |
| 22     | 22     | 17     | 114  | -    | 677  | 741  | 816  | 830  | 913  |

| 1920  | 1930  | 1940  | 1950  | 1960  | 1970  | 1981  | 1990  | 1992  | 1994  |
| ----- | ----- | ----- | ----- | ----- | ----- | ----- | ----- | ----- | ----- |
| 1.087 | 1.089 | 1.158 | 1.162 | 1.625 | 3.188 | 4.301 | 4.951 | 4.951 | 4.951 |

| 1996  | 1998  | 2000  | 2002  | 2004  | 2006  | 2008  | 2010  | 2012  | 2014  |
| ----- | ----- | ----- | ----- | ----- | ----- | ----- | ----- | ----- | ----- |
| 4.937 | 4.912 | 4.895 | 4.981 | 4.912 | 4.938 | 4.905 | 4.900 | 4.927 | 4.783 |

| 2016  | 2018  | 2020  | 2022  | 2024  | 2026 | 2028 | 2030 | 2032 | 2034 |
| ----- | ----- | ----- | ----- | ----- | ---- | ---- | ---- | ---- | ---- |
| 4.725 | 4.794 | 4.820 | 4.859 | 4.987 | -    | -    | -    | -    | -    |

El 1930 es desagregà Santa Maria de Martorelles.

## Equipaments
- Ajuntament
- Celler de Carrencà
- Centre de Suport a la Llar
- Biblioteca Montserrat Roig
- Escoles Montserrat (Oficina Municipal d'Ocupació)
- Serveis Socials
- Policia Local
- Camp Municipal de Futbol
- Escola Les Pruneres
- Escola Simeó Rabasa
- Escola Bressol "Els Cirerers"
- Cementiri
- Casal d'Avis la Masia i Can Sunyer